# Cariorrexe

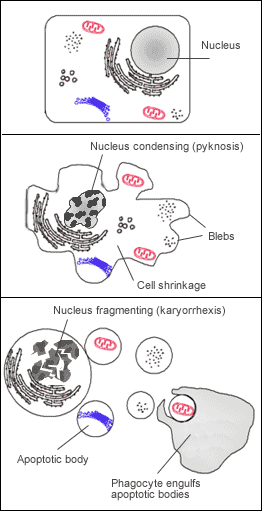
Apoptose.

A cariorrexe (do grego antigo karyon = "amêndoa, semente ou núcleo", e rhexis- = "rebentar") é a fragmentação destrutiva do núcleo duma célula morta em que a sua cromatina se distribui irregularmente pelo citoplasma. Geralmente é precedida da picnose e seguida da cariólise e pode ocorrer como resultado da morte celular programada (apoptose), senescência ou necrose.
Na apoptose, a clivagem do ADN produz endonucleases dependentes de Ca2+ e Mg2+.